# 孟福尔议会
孟福尔议会（英語：Simon de Montfort's Parliament）是1265年1月20日至3月中旬由第六代莱斯特伯爵西蒙·德孟福尔召開的一場英格蘭議會。 
西蒙·德孟福尔在第二次男爵战争中战胜亨利三世掌控了英格蘭政权。为了寻求更多支持，鞏固權力，西蒙·德孟福尔召集了來自前議會的男爵、騎士以及經選舉產生的城鎮市民代表。此次議會討論了一些改革措施。当年晚些时候，西蒙·德孟福尔在伊夫舍姆战役中丧生。在亨利三世的儿子爱德华一世統治時期，他也多次邀请骑士和市民代表参加议会。到14世纪，邀請骑士和市民代表參加議會已成為一種制度，此類議會開始被叫做下議院。由于孟福尔议会包括民选议员，因此有时該議會被称为第一次英国议会。西蒙·德孟福尔則被认为是下议院的创始人。